# Baronia de Senaller i Gramenet

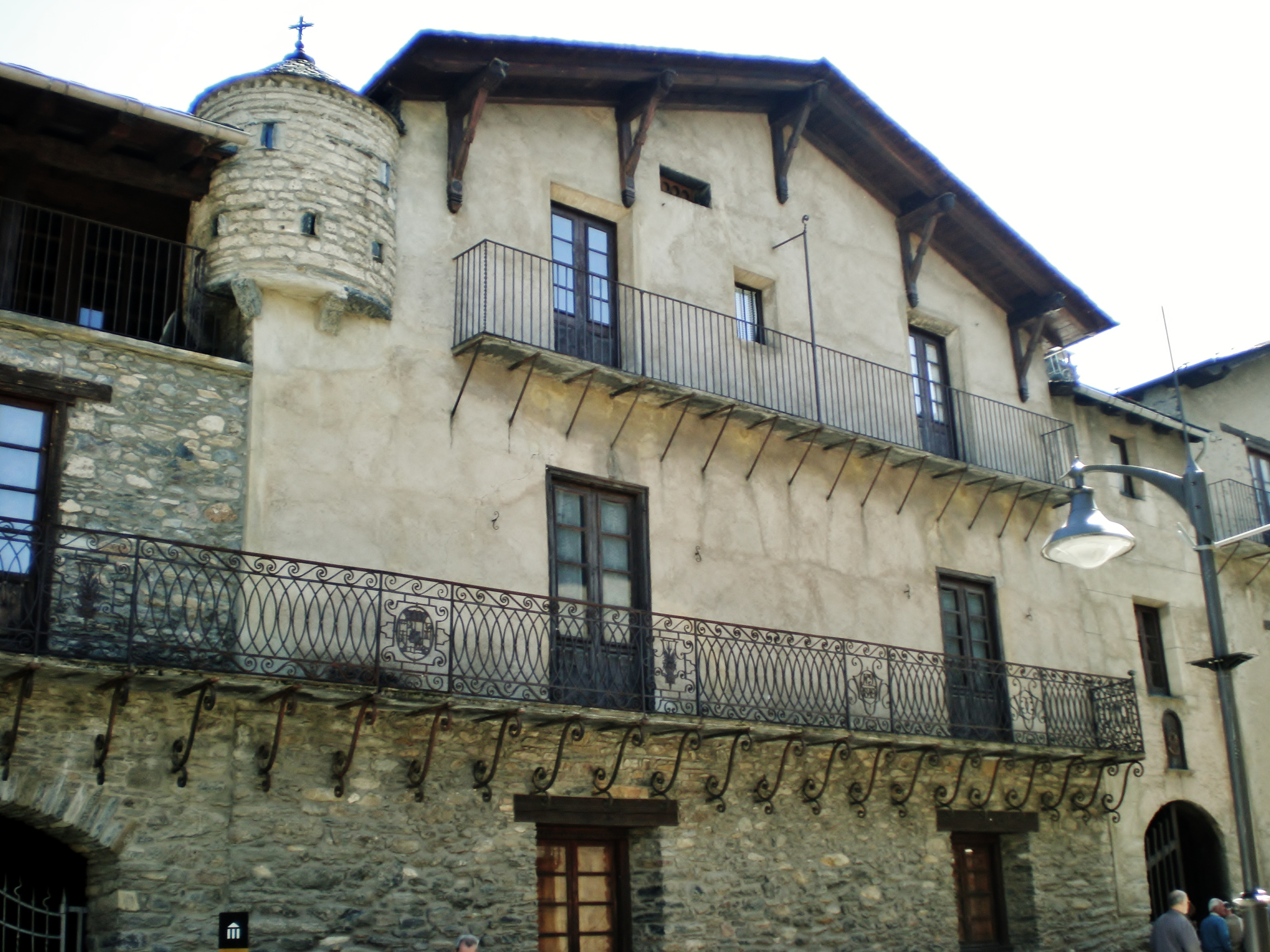
Museu Casa d'Areny-Plandolit, a Ordino (Andorra).

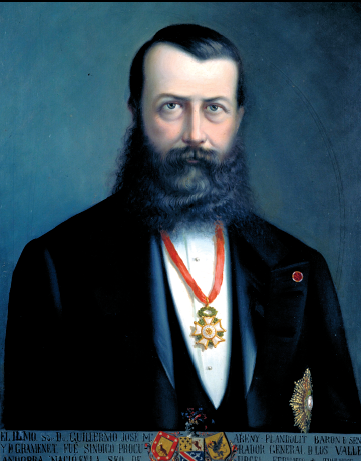
Guillem de Plandolit i d'Areny, baró de Senaller i Gramenet.

La baronia de Senaller i Gramenet és un títol nobiliari català creat el 5 d'octubre de 1803 pel rei Carlos IV a favor d'Antoni de Senaller i Jordana, de família andorrana i urgellenca d'antic llinatge.
Va ser destacat el seu besnet, Guillem d'Areny-Plandolit (1822-1876), de la Casa Areny-Plandolit, ja que va encapçalar el procés de reforma de les institucions andorranes -desembocat en la Constitució de 1866-, sent ell el primer Síndic general d'Andorra. El seu llinatge es troba documentat per primera vegada al segle x (el 4 de juliol de 931), en l'escrit de consagració de l'Església de Sant Genís de la Ametlla per part del bisbe Teoderic de Barcelona, on trobem al seu avantpassat Arnau Mir de Plandolit.

## Barons de Senaller i Gramenet
|                                 | Titular                                   | Període               |
| Creació per Carles IV           | Creació per Carles IV                     | Creació per Carles IV |
| ------------------------------- | ----------------------------------------- | --------------------- |
| i                               | Antoni de Senaller i Jordana              | 1803-?                |
| ii                              | Maria Senaller i Gramenet                 |                       |
| iii                             | Guillem de Plandolit i d’Areny            | 1851-1876             |
| Rehabilitació per Joan Carles I |                                           |                       |
| iv                              | Joaquim Onyós de Plandolit i Serrabou     | 1985-2000             |
| v                               | Josep Maria Onyós de Plandolit i Serrabou | 2000- actualitat      |

## Història dels barons de Senaller i Gramenet
- Antoni de Senaller i Jordana (1746-1819), i baró de Senaller i Gramenet.[4]

El va succeir la seva filla:
- Maria de Senaller i Gramenet, ii baronessa de Senaller i Gramenet.

El va succeir el seu net:
- Guillem de Plandolit i d'Areny (1822-1876), iii baró de Senaller i Gramenet.

Era fill de Josep de Plandolit de Targarona i Pons i de Maria-Rosa d'Areny i de Senaller, filla de la ii baronessa de Senaller i Gramenet, pubilla de la Casa Rosell i de la noble família Senaller de Pujol i Carlania de Monrós.
El rei Joan Carles I rehabilità el títol el 17 de juliol de 1985, reconeixent el dret a:
- Joaquim Onyós de Plandolit i Serrabou (1929-2000), iv baró de Senaller i Gramenet.

El va succeir el seu germà:
- Josep María Onyós de Plandolit i Serrabou, v baró de Senaller i Gramenet.